# Dodecosis saperdina
Dodecosis saperdina är en skalbaggsart som beskrevs av Bates 1867. Dodecosis saperdina ingår i släktet Dodecosis och familjen långhorningar. Inga underarter finns listade i Catalogue of Life.